# Palais des congrès de Bordeaux
Pour les articles homonymes, voir Palais des congrès.
Le Palais des congrès de Bordeaux est un centre de conférences situé à Bordeaux (département de la Gironde, région Nouvelle-Aquitaine) dans le sud-ouest de la France. Il fut inauguré en 2003, doté d'un design moderne signé Jean-Michel Wilmotte, architecte français ayant notamment contribué à la rénovation du Musée du Louvre dès 1983. 

## Historique
Le Palais des congrès de Bordeaux est un centre de conférences situé à Bordeaux (département de la Gironde région Nouvelle-Aquitaine) dans le sud-ouest de la France.
En travaux à partir de 1999 le bâtiment rouvre en 2003 doté d'un nouveau design signé Jean-Michel Wilmotte, architecte français ayant notamment contribué à la rénovation du Musée du Louvre dès 1983.

## Description
Le Palais des Congrès, avec son architecture contemporaine misant sur la lumière naturelle, est situé au cœur du quartier d’affaires de Bordeaux Lac. Offrant une complémentarité d’espaces d’exposition, de salles de réunion et d’auditoriums pour les conférences, le Palais des Congrès est le lieu idéal pour accueillir congrès, séminaires, colloques, réunions d’entreprises et autres. Il est également aménageable pour les salons professionnels et/ou soirées de gala. L'espace se compose de larges superficies et zones de circulation aérées, d’importantes hauteurs sous plafond et jouie d’une généreuse luminosité.

## Infrastructures
D'une superficie totale de 12 000 m² il propose des espaces d’exposition et de réunion dont un Hall d'accueil de 1 080 m², 10 salles de réunion de 35 à 83m², un espace de 3 025 m² (divisible en 2 modules de 1000 m² et 2025 m²) 3 amphithéâtres de capacités différentes, pouvant accueillir un total de 1842 personnes (Amphithéâtre A: 1 293 places; Amphithéâtre B: 353 places; Amphithéâtre C: 196 places), fournis de cabines de traduction.